# Grossfuss Sturmgewehr
El Grossfuss Sturmgewehr era un prototipo de fusil de asalto diseñado durante la Segunda Guerra Mundial por la compañía Grossfuss (Metall- und Lackwarenfabrik Johannes Großfuß), conocida por su contribución al arsenal alemán con la famosa MG 42.

## Historia
En la etapa final de la guerra, nueve de los prototipos del Grossfuss Sturmgewehr fueron capturados por el Ejército Rojo que estaba avanzando en el territorio alemán; cinco de ellos fueron encontraron en el polígono de pruebas de Kummersdorf. Estas armas recibieron el nombre de "Avtomat Horn" (fusil de asalto Cuerno) en los documentos soviéticos que las analizan. Los soviéticos también capturaron los planos del arma. (El "Cuerno" pasó la mayor parte de su tiempo en la URSS en la fábrica número 74, más tarde conocida como Izhmash, donde otros diseñadores de armas alemanes famosos estuvieron recluidos, como Hugo Schmeisser, entre otros).
Aunque se desconoce el número total de Grossfuss Sturmgewehrs fabricados, las numerosas diferencias (notadas por los soviéticos) en las dimensiones de las partes entre los planos y los ejemplares capturados apuntaban a la naturaleza experimental de las armas, lo que sugiere que todavía se estaban realizando ajustes de diseño.
Según los planos del "Cuerno", los requisitos de la Heereswaffenamt para esta arma eran los siguientes: tenía que usar el blowback (retroceso simple), usar las municiones y los cargadores del MKb 42, tener una velocidad de disparo cíclica de 500 disparos por minuto, un peso de 4 kg, y tener el mismo cañón y longitud total que el MKb 42. El requisito de utilizar el retroceso como principio de funcionamiento se interpretó como pedir un arma que fuera barata de construir, porque se traducía en un diseño simple con pocas piezas. Sin embargo, el cartucho 7.92 × 33mm Kurz era considerablemente más potente que la munición de pistola usada en los subfusiles, por lo que normalmente habría requerido un cerrojo que pesara alrededor de 1,5 kg, que era difícil de conciliar con el peso objetivo del arma.
Se encontró una solución innovadora a este problema, el blowback retardado por gas (en alemán: Gasdruckverschluss). La idea era relativamente simple: que parte de los gases que escapaban de la cámara se redirigían en dirección opuesta al movimiento hacia atrás del cerrojo; su presión empujaba contra un pistón conectado al propio cerrojo, desacelerando así el movimiento hacia atrás de este último. Este método de operación permitió a Horn reducir el peso del perno a aproximadamente 0,8-0,9 kg.
Karl Barnitzke empleó más o menos la misma idea en el diseño del mejor conocido Gustloff VG 1-5 (MP 507). Sin embargo, su diseño fue mucho menos eficiente.
Uno de los Grossfuss Sturmgewehrs que fueron capturados fue probado por el GRAU. Disparó unas 1.900 rondas sin paros. Su precisión estaba básicamente a la par con la del MP 43, aunque la longitud de su línea de visión era considerablemente más corta (266 frente a 418 mm).

Aunque la existencia del Grossfuss Sturmgewehr y su principio básico de funcionamiento se dieron a conocer en Occidente en la década siguiente al final de la guerra, casi nada más trascendió detrás del Telón de Acero. Según un libro de 1958 del US Army Ordnance Corps:
La firma de Grossfuss en Dobelin produjo un sistema único accionado por gas de retroceso retardado, del cual nunca se han visto muestras. Se informó que el arma Grossfuss se exhibió en la Waffenkommission del Ministerio Spree, pero aparentemente nunca llegó a WaPruf 2 [Dept. para el desarrollo y prueba del Heereswaffenamt]. El desarrollo data de finales de 1944 o principios de 1945.
En el Museo Histórico Militar de Artillería, Ingenieros y Cuerpo de Señales de San Petersburgo se conserva un ejemplar único, y ligeramente incompleto.
Inmediatamente después de la guerra, algunos prototipos soviéticos utilizaron el principio de retroceso retardado por gas, por ejemplo, el TKB-454 fabricado por el alemán A. Korobov.

## Lectura más lejana
- Dieter Handrich (2008). Sturmgewehr 44 (en alemán). DWJ-Verl.-GmbH. pp. 422-431. ISBN 978-3-936632-56-9. toc
- Guus De Vries and Bas Martens (2001). The Mkb42, Mp43, Mp44 and the Sturmgewehr 44. S.I. Publicaties Bv. ISBN 978-90-805583-6-6.
- Patente alemana DE1008154 (B)  -  Gasdruckverschluss fuer selbsttaetige Feuerwaffen; asignado a Paul Kurt Johannes Grossfuss en 1944; concedido en 1957

- Datos: Q15991097
- Multimedia: Grossfuss Sturmgewehr / Q15991097